# Épervière mixte
Hieracium mixtum
Espèce
L'Épervière mixte (Hieracium mixtum) est une espèce de plantes à fleurs de la famille des Asteracées.
C'est une plante vivace endémique des Pyrénées.